# Johannes van der Aeck
Johannes Claesz. van der Aeck of Aack (gedoopt Leiden, 3 februari 1636 – begraven aldaar, 21 maart 1682) was een Nederlands schilder behorend tot de Hollandse School. Hij was de zoon van wijnhandelaar Niclaes van der Aeck. In een belastingkohier uit 1674 wordt hij vermeld als 'wijncooper' wonend in de wijk Overmare Rijnzijde in Leiden.
Van der Aeck specialiseerde zich in de genreschilderkunst. In 1658 werd hij lid van het Leidse Sint-Lucasgilde. Hij was daar decaan in de jaren 1673, 1674 en 1676. 
- Biografisch Portaal: 27408289
- Digitale Bibliotheek voor de Nederlandse Letteren: aeck002
- RKD-Nederlands Instituut voor Kunstgeschiedenis: 553
- Union List of Artist Names: 500017424
- Virtual International Authority File: 95788060